# میتسوبیشی میراژ

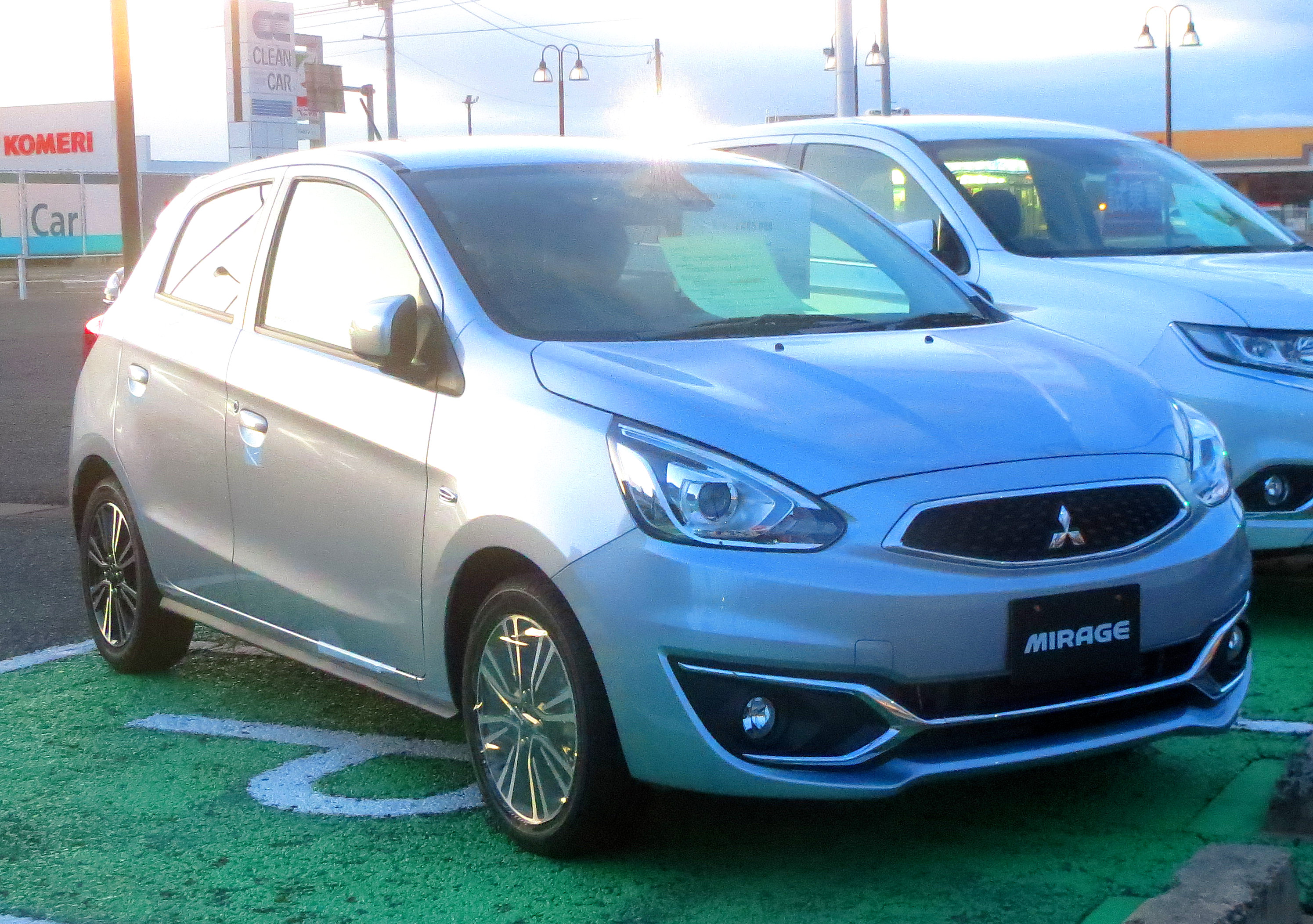
نمای جلوی میراژ

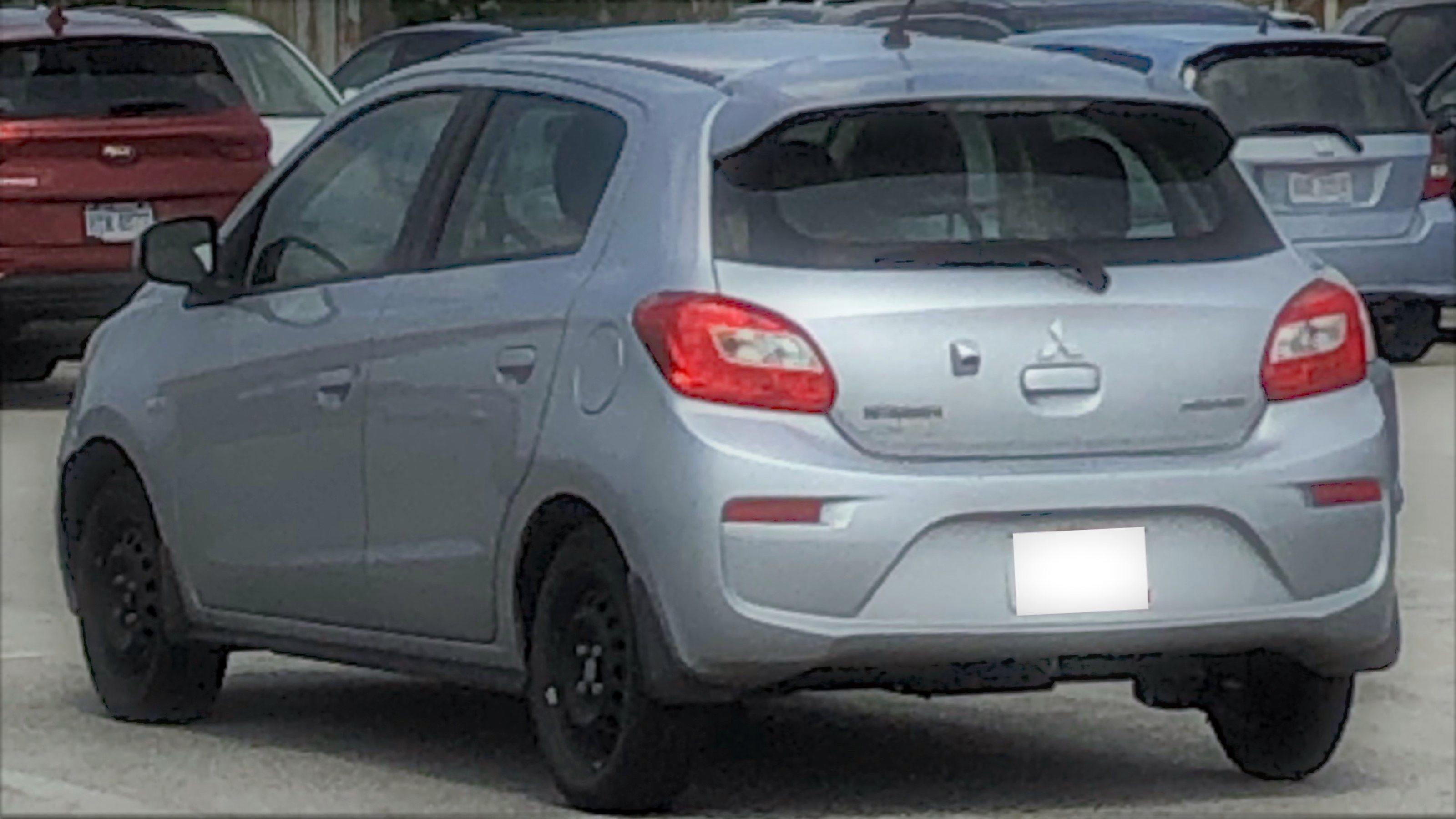
نمای پشت میراژ

میتسوبیشی میراژ (به انگلیسی: Mitsubishi Mirage) خودرویی است که شش نسل آن از سال ۱۹۷۸ تا کنون تولید شده‌است. این خودرو در کلاس خودرو کامپکت کوچک قرار گرفته‌است.

## عرضه جهانی
میراژ در قاره اروپا با نام Space Star حضور دارد همچنین در بازار آسیای شرقی و خاورمیانه و نیز بازار آمریکای شمالی شامل ایالات متحده و کانادا و آمریکای جنوبی نیز حضور دارد.
میتسوبیشی میراژ تنها خودروی ژاپنی در کلاس سوپر مینی می‌باشد که در بازار آمریکای شمالی شامل ایالات متحده آمریکا و کانادا حضور دارد لذا این خودرو تمامی استانداردهای ایمنی وسایل نقلیه موتوری فدرال ایالات متحده (FMVSS) را اخذ کرده‌است.
این خودرو کم مصرفترین خودروی غیر هیبریدی در دنیاست و با تأکید بر استفاده شهری و کاهش مصرف سوخت طراحی و ساخته شده‌است.

## مشخصات فنی
میراژ از یک پیشرانه ۳ سیلندر ۱٫۲ لیتری بهره می‌برد که قادر به تولید ۸۰ اسب بخار قدرت و ۱۰۰ نیوتون متر گشتاور است. گیربکس این خودرو از نوع CVT یا پنج دنده دستی است و شتاب صفر تا صد آن  ۱2.4 ثانیه و حداکثر سرعت آن در مدل ۱٫۲ لیتری CVT برابر ۱۷۵ کیلومتر بر ساعت می‌باشد. میانگین مصرف میراژ حدود ۴٫۷ لیتر در هر ۱۰۰ کیلومتر است. ضریب آیرودینامیکی میراژ ۰٫۲۷ می‌باشد. سیستم تعلیق میراژ از نوع مک فرسون و شاسی یکپارچه می‌باشد وزن این خودرو ۹۴۰ کیلوگرم می‌باشد.

## ایمنی
این خودرو پنج ستاره ایمنی اداره یورو ان‌سی‌ای‌پی اروپا را کسب کرده‌است. همچنین این خودرو در آزمون تست تصادف مؤسسه بیمه ایمنی بزرگراه ایالات متحده آمریکا (iihs) نمره خوب را بدست آورده‌است. تجهیزات ایمنی این خودرو شامل کمربندهای ایمنی پیش کشنده و سیستم ایزوفیکس، شش عدد کیسه هوا (دربرخی بازارها ۷ کیسه هوا), سیستم کنترل پایداری، سیستم کنترل کشش، فلاشر خودکار در ترمزهای ناگهانی، ترمز ضد قفل با توزیع الکترونیکی نیرو چهار چرخ و سیستم کنترل پایداری می‌باشد.

## تجهیزات رفاهی
امکانات رفاهی این خودرو شامل:
کروز کنترل، سیستم کنترل پایداری (ESP) , توزیع نیروی ترمز EBD، ترمز ضد قفل ABS، چراغ روشنایی در روز، مه‌شکن (DRL), سنسور پارک عقب، چراغ‌های جلو از نوع زنون فرمان برقی (EPS) روکش چرم و دکمه‌های کنترل، سیستم صوتی با چهار عدد اسپیکر به علاوه سیستم فرمان صوتی راننده، بلوتوث USB شش عدد کیسه هوای راننده و سرنشین جلو و پرده‌ای و جانبی جلو، کمربند ایمنی پیش‌کشنده ورود و استارت بدون کلید(Keyless Starter)، تهویه اتوماتیک، صندلی راننده و سرنشین با تنظیم ارتفاع, گرمکن صندلی جلو، روکش صندلی پارچه‌ای، ایزوفیکس صندلی , آینه‌های جانبی با تنظیم برقی و گرمکن, حالت اسپرت گیربکس, تریم مشکی پیانویی فرمان , دسته دنده از جنس چرم, جلو آمپر سوپر ویژن ,سنسور نور باران, رینگ های آلمینیومی 15 اینچی می‌باشد.
در پی همکاری شرکت میتسوبیشی موتورز و شرکت rockford fosgate نسخه ای از میتسوبیشی میراژ به نام rockford edition ارایه شد که مجهز به سیستم صوتی حرفه‌ای راک فورد شامل سابووفر و آمپلی فایر و شش بلندگو شرکت rockford fosgate بود.

## حضور در ایران
میتسوبیشی میراژ نسل ششم توسط شرکت آرین موتور پویا ارائه و عرضه شد؛ مدل‌های موجود در بازار ایران شامل مدل‌های ۲۰۱۵، ۲۰۱۶ قبل از فیس‌لیفت و مدل‌های ۲۰۱۷٬۲۰۱۸ بعد فیس لیفت ارائه شدند. اما در سال ۱۳۹۷ با اوج‌گیری تحریم‌های بین‌المللی علیه ایران و ممنوعیت واردات خودرو، واردات این خودرو نیز به داخل ایران قطع شد. با توجه به قیمت زیر ۲۰ هزار یورویی، این خودرو می‌تواند جزء گزینه‌های احتمالی برای ورود مجدد به بازار ایران پس از تصویب قانون واردات خودرو توسط دولت در سال ۱۴۰۱ باشد.